# 다카다 슈헤이
다카다 슈헤이(일본어: 髙田 周平, 1985년 6월 3일 ~ )는 일본의 프로 야구 선수이다.

## 인물

### 학창 시절
효고현 니시노미야시 출신으로 초등학교 4학년 때부터 야구를 시작한다. 그러나 초등학교 6학년 때 중학교 입학 시험에 전념하기 위해서 한 번은 야구를 그만두었지만 간사이 소카 중학교에 입학한 후 투수로서 야구를 다시 시작했다.
중학교 야구부에 퇴단한 후 고등학교 야구부 기숙사에 들어갈 때까지의 기간과 매일 저녁 귀가한 후의 자주 트레이닝을 빠짐없이 계속했다. 통학하는 데 2시간 정도 걸리는 학교에 다니고 있어 야구부에서의 연습이 끝난 후 귀가했을 무렵이 22시로, 그 후 스트레칭과 런닝 등과 같은 트레이닝에 많은 시간을 소비해 저녁 식사를 마친 후 잠자리에 드는 시간은 새벽 2시였다고 한다. 오전 5시 반에 기상하면서 등교해 학교 수업 중에는 책상에 앉아서 졸지 않을 정도의 학교 생활을 보내고 있었다.
간사이 소카 고등학교 시절에는 노마구치 다카히코와 플레이를 하고 있었는데 그의 동기이자 포수인 구스모토 히로키와 함께 배터리를 짜고 있었다. 3학년 때는 팀내 에이스로서 팀을 견인하고 있었지만 여름에 있은 오사카 대회 직전에 피로 골절을 일으키면서 컨디션이 떨어졌고 2차전 상대인 나니와 고등학교한테 패하는 등 2년 반 만의 고시엔 대회 출전을 놓쳤다.
고교 졸업 후 소카 대학에 진학했고 소카 대학은 4년 동안 도쿄 신대학 야구 연맹 리그 8연패(2003년 추계 ~ 2007년 춘계), 메이지 진구 야구 대회 출전 2회, 전일본 대학야구 선수권 대회 4년 연속 출전(3년 연속 4강 진출)이라는 성적을 거두었지만 다카다 본인은 정식 멤버로 들어오거나 제외되는 일이 반복되었기 때문에 대학 시절에는 실전에서 공을 던지는 일은 거의 없었고 정규 경기에서의 등판은 4년 동안 한번도 없었다. 대학 졸업 후 다카다를 포함한 3명의 대학 동기들과 함께 프로 구단에 입단을 희망하는 지망계를 제출하면서 3명 모두 드래프트에서는 걸리지 않고 다카다는 독립 리그이자 베이스볼 챌린지 리그 팀인 시나노 그랜드세로우스의 예선 경기를 거쳐 시나노에 입단했다.

### 시나노 그랜드세로우스 시절
2008년에는 홈 개막전에서 선발 투수를 맡았다. 신인면서 팀의 선발 에이스로서는 유일하게 1년 간 모든 경기에 출전하면서 141의 2/3이닝을 던져 평균자책점과 탈삼진수에서는 리그 10위권 안에 진입했으며 WHIP는 1.19였다. 5월 3일의 첫 완투 경기는 동시에 첫 무볼넷 완봉 경기가 되었다. 첫 승리는 5월 17일 5번째로 등판할 때(1실점 완투) 지금까지 5경기의 경기에서는 42와 1/3이닝을 던져 완투 3회, 평균자책점 1.06이라는 성적을 기록했지만 팀 타선이 좋지 않은 상황에 5번째의 등판에서는 간신히 첫 승리를 따냈다.
이듬해 2009년 4월 11일의 첫 경기에서는 개막전 투수로서 등판했다. 전년도 시즌과는 동일하게 주로 선발로서 등판했지만 6월에는 일시적으로 중간 계투로 등판해 6월 14일 본인으로서는 처음으로 세이브를 기록했다. 구속은 최고 속도인 147 km/h로 전년도보다 15 km/h 가까이 늘어났다. 탈삼진 개수도 비약적으로 성장해 127이닝을 던져 119개의 탈삼진과 전년도에 기록했던 85개를 크게 웃돌았다. 볼넷은 전년도보다 현저히 줄어 들어 평균자책점은 2년 연속 2점대의 좋은 성적을 남겼다.
2009년 육성 드래프트로 한신 타이거스로부터 1순위 지명을 받아 11월 22일에는 준비금 200만 엔과 연봉 300만 엔으로 계약을 맺었고 베이스볼 챌린지 리그로부터 한신에 입단한 선수는 노하라 유야에 이어 두 번째이다. 2010년은 2군에서 10경기에 등판했지만 2011년은 3경기에만 등판하면서 10월 9일에 전력외 통고를 받았고 11월 7일에 자유 계약 선수로 공시되었다.

## 출신 학교
- 간사이 소카 고등학교
- 소카 대학

## 선수 경력
- 시나노 그랜드세로우스(2008년 ~ 2009년, 2012년 ~ )
- 한신 타이거스(2010년 ~ 2011년)

## 개인 기록

### BCL 첫기록
투수 기록
- 첫 등판·첫 선발: 2008년 4월 20일(일), 대 군마 다이아몬드 페가수스 2차전(군마 현립 시키시마 공원 야구장)
- 첫 탈삼진: 상동.
- 첫 완투·첫 완봉: 2008년 5월 3일, 대 이시카와 밀리온 스타스 1차전(마쓰모토시 야구장)
- 첫 승리: 2008년 5월 17일(토), 대 도야마 선더버즈 1차전(나가노 현영 우에다 야구장)
- 첫 세이브: 2009년 6월 14일(일), 대 니가타 알비렉스 베이스볼 클럽 11차전(히로카미 야구장)

## 연도별 성적
| 연도      | 소속      | 등 판 | 완 투 | 완 봉 | 무 볼 넷 | 승 리 | 패 전 | 세 이 브 | 승 률 | 타 자 | 투 구 회 | 공의 개수 | 피 안 타 | 피 홈 런 | 볼 넷 | 死 구 | 탈 삼 진 | 폭 투 | 보 크 | 실 점 | 자 책 점 | 투수 실책 | WHIP | 탈삼진률 | 평균 자책점 |
| --------- | --------- | ----- | ----- | ----- | -------- | ----- | ----- | -------- | ----- | ----- | -------- | --------- | -------- | -------- | ----- | ----- | -------- | ----- | ----- | ----- | -------- | --------- | ---- | -------- | ----------- |
| 2008년    | 시나노    | 24    | 6     | 1     | 1        | 4     | 8     | 0        | .333  | 590   | 141.2    | 2107      | 117      | 2        | 52    | 9     | 85       | 5     | 1     | 52    | 36       | 3         | 1.19 | 5.40     | 2.29        |
| 2009년    | 시나노    | 27    | 5     | 2     | 0        | 7     | 9     | 2        | .438  | 548   | 127.0    | 2072      | 121      | 8        | 38    | 12    | 119      | 7     | 0     | 53    | 42       | 1         | 1.25 | 8.43     | 2.98        |
| 통산: 2년 | 통산: 2년 | 51    | 11    | 3     | 1        | 11    | 17    | 2        | .393  | 1138  | 268.2    | 4179      | 238      | 10       | 90    | 21    | 204      | 12    | 1     | 105   | 78       | 4         | 1.22 | 6.83     | 2.61        |

- 굵은 글씨는 시즌 최고 성적.

## 등번호
- 32(2008년 ~ 2009년)
- 123(2010년 ~ 2011년)